# جهانقلي جعفري (مقاطعة فسا)
جهانقلي جعفري (بالإنجليزية: Tolombeh-ye Jahanqoli Jafari)‏ هي human-geographic territorial entity تقع في فارس في إيران.